# Liste des films soviétiques sortis en 1987
Cet article présente une liste de films produits en Union soviétique et sortis en 1987.

## 1987
Les titres en français sont en grande majorité des traductions automatiques et non les titres attribués par les distributeurs dans les pays francophones.
Pour le classement annuel, la liste des titres a été établie en se basant sur les répertoires des pages Wikipédia en russe complétées par les listes des sites «kino-teatr» et «kinopoisk» d'où le nombre important de films que l'on trouve dans les références.
Pour les titres où l'on manque de précisions, seule l'année est indiquée : année de réalisation, année de sortie ou les deux ?. Bien que cela puisse paraître superflu, 1987 est inscrit pour chacun de ces titres pour montrer que la vérification a été faite.
On remarque que, la plupart du temps, il n'y a pas de première pour les courts métrages ainsi que pour les dessins animés et les documentaires de courte durée.
| Titre                                    | Titre original                    | Date de sortie                                              | Réalisateur                              |
| ---------------------------------------- | --------------------------------- | ----------------------------------------------------------- | ---------------------------------------- |
| La Commissaire                           | ru:Комиссар (фильм)               | 15 juillet au Festival international du film de Moscou 1987 | Alexandre Askoldov                       |
| La Deuxième Tentative de Viktor Krokhine | ru:Вторая попытка Виктора Крохина | février 1987                                                | Igor Alekseïevitch Chechoukov (ru)       |
| Folie (film, 1968)                       | ru:Безумие (фильм,1968)           | 9 janvier 1987                                              | Kalio Karlovitch Kiïsk (ru)              |
| Intervention                             | ru:Интервенция (фильм)            | 10 mai 1987                                                 | Guennadi Poloka                          |
| Longs Adieux                             | ru:Долгие проводы                 | Juin 1987 mais produit en 1971                              | Kira Mouratova                           |
| Maigret chez le Ministre                 | ru:Мегрэ у министра               | 13 juin 1987 à la télévision                                | Viatcheslav Vladimirovitch Brovkine (ru) |
| Ma maison est un théâtre                 | ru:Мой дом — театр                | avril 1987                                                  | Boris Vladimirovitch Ermolaïev (ru)      |
| Réserve de lièvres                       | ru:Заячий заповедник              | juillet 1987                                                | Nikolaï Racheïev                         |
| Trizna                                   | ru:Тризна (фильм, 1972)           | 14 janvier 1987 mais produit en 1972                        | Boulat Mansourov                         |
| Une anecdote stupide                     | ru:Скверный анекдот (фильм)       | 23 novembre 1987                                            | Alexandre Alov et Vladimir Naoumov       |
| Une source pour les assoiffés            | ru:Родник для жаждущих            | 11 novembre 1987                                            | Youri Illienko                           |